# Alright, Still
Alright, Still — дебютный альбом британской поп-певицы Лили Аллен, выпущенный 13 июля 2006 года лейблом Regal Zonophone Records. Название для альбома взято из текста песни «Knock 'Em Out».
Альбом закончил 2006 год на 29 месте в списке самых продаваемых альбомов Великобритании. Количество проданных копий достигло 523 тысяч.
28 января 2007 года британские исполнители установили рекорд местных чартов, заняв все места в 10 лучших альбомов, впервые с создания чарта в 1956 году. Альбом Alright, Still занимал 9-е место.
Альбом издавался лейблами Regal Records (Великобритания), Toshiba-EMI (Япония), Capitol Records (США) и региональными представительствами EMI в других старанах.

## Список композиций
1. «Smile» — 3:17
2. «Knock 'Em Out» — 2:54
3. «LDN» — 3:10
4. «Everything’s Just Wonderful» — 3:28
5. «Not Big» — 3:16
6. «Friday Night» — 3:06
7. «Shame for You» — 4:16
8. «Littlest Things» — 3:02
9. «Take What You Take» — 4:06
10. «Friend of Mine» — 3:57
11. «Alfie» — 2:46

Дополнительные композиции
- «Cheryl Tweedy» (японская версия)
- «Absolutely Nothing» (японская версия)
- «Nan You’re a Window Shopper» — 2:50 (американская версия)
- «Smile» (version revisited) — 3:12 (американская версия)